# 창극
창극(唱劇)은 여러 가객(歌客)들이 무대에서 연기를 하며 판소리 조로 연행(연기)하는 한국 극의 한 분야이다. 조선 말기에 원각사라는 국립극장이 생겨 판소리 가객들이 배역을 분담하여 판소리를 공연했던 데서부터 창극이란 용어가 비롯된다. 이후 각본도 새로 쓰고 곡조도 새로 붙인 창작 창극이 나왔다.

## 창극의 태동과 흐름
창극은 선행예술인 판소리사의 쇠잔기(衰殘期), 즉 개화 후에 형성된 민속악극이다. 판소리는 어느 것이나 한 사람의 광대가 부르기에 광대는 1인다역으로 자문자답하며, 작중인물이 되기도 하고 관찰·설명하는 제3자가 되기도 한다. 이에 반해 창극은 판소리를 개편해서 다인다역의 형식을 취하는 판소리의 본질과는 어긋나는 것이다.
구비예술의 단계에 있었던 판소리를 집성하여 부동문학(浮動文學)에서 고정문학으로 고정시킨 사람은 19세기 중엽의 신재효였다. 신재효는 판소리 작가로서 또한 판소리 이론가·교육가로서 전래하는 열두 마당의 판소리를 여섯 마당으로 개산(改刪)하여 남겼는바, 그 중 5가(五歌)가 판소리의 고전으로 지금까지 전승되고 있다.
판소리는 종래엔 타령(打令)·극가(劇歌)·구극(舊劇)·창극(唱劇) 등의 명칭으로 불리었고 광복 후에는 국극(國劇)이라고도 불렀다. 그 중 창극은 1908년 궁내부 직할인 원각사의 개관으로 재래의 판소리에 배역과 분창형식(分唱形式)을 도입, 1932년의 조선성악연구회에 이르는 동안 형성되었고 이 시절부터 창극을 구극(舊劇)이라 했다.
창극의 형성에 있어서 외부적인 영향－주로 일본을 매체로 한 서양 근대극－을 인정할 수 있으며 이러한 영향을 수용할 만한 여지는 이미 신재효의 정리에 의하여도 나타났으니 신재효는 <춘향가>에서 배역의 분창형태를 의도했고 또 여자광대를 양성하기도 했다.
1902년 12월 한국 최초로 황실극장격인 협률사가 개장되어 기생·광대·무동의 연예를 상연시켰는데, 그 주요 레퍼토리는 광대들의 판소리와 기생들의 각종 가무였다. 협률사와 원각사 이후 1914년경까지 협률사 일행은 <춘향타령>이나 잡가를 가지고 지방순회공연을 계속하였다. 명창 송만갑 일행도 1914년경 지방 순회공연을 하였다.
1910년대의 초창기를 지나 성장기에 해당하는 20년대에 주목할 수 있는 활동은 광무대(光武臺)·장안사·연흥사(延興社) 등에서의 창극이라기보다 입체창(立體唱) 비슷한 것으로 명창의 독창이 주가 되고 민요아가(民謠雅歌)도 곁들인 토막극으로 <춘향가>의 한 토막을 하는 정도였다고 한다. 그 사이에 광월단(光月團)·대동가극단(大同歌劇團)이 광무대 등에서 창극공연을 한 바 있으나 1933년의 조선성악연구회가 발족될 때까지 별 진전 없이 답보상태에 머물러 있었다.
본격적인 창극운동이 일어난 것은 1930년 조선음률협회의 조직과 1933년 조선성악연구회의 결성 이후부터이다. 이 때의 중심인물은 송만갑·이동백·정정렬·김창룡 등이었고 중견과 소장으로 오태석·김연수·강장원·김초향·박녹주·김소희 등이 있어, 창극의 재건과 개혁, 그리고 부흥이라는 목표를 세웠다.
조선성악연구회 산하단체인 창극좌는 제1회 공연으로 <배비장전(裵裨將傳)>을 공연한 이래 광복 전까지 존속하면서 상업극단이 화려하던 시절에 이에 참여했다. 창극좌의 공연에 이르러 판소리 형식의 잔재인 도창(導唱)·방창(傍唱) 및 겸역(兼役) 등을 청산하고, 무대미술에도 진전을 보여 창극형식이 확립되었다고 보겠다. 그 후 이들은 화랑과 합동하여 조선창극단을 만들었으니 그들의 레퍼토리는 판소리 5가와 고대소설 및 각색사극(脚色史劇) 그리고 신파창극에 이르기까지 다양하였다.
상업주의 연극의 영역에서 창극은 만족할 만한 예술적 진전을 보이지 못해 저속한 복고주의적(復古主義的) 취미에 영합하는 기미마저 있었다. 조선성악연구회의 발족 이후 상업극단에 참여한 창극은 광복 전까지 10여년간 그 성숙기를 맞이하였고 광복과 더불어 조선성악연구회의 후신으로 조선창극단이 발족했으며, 1946년에는 창악인을 총망라한 국극(國劇) <춘향전>을, 이듬해에는 <대심청전>을 공연하였다. 이 해에 또한 국악원 산하의 국극단체들이 우후죽순처럼 족출(簇出)했고, 이들 단체에서 공연한 작품으로는 <선화공주> <논개> <옥중화(獄中花)> <해님과 달님> 등이 있어 창극의 전성기를 이루었다. 그러나 6·25전쟁 이후 대부분 분산되고 그나마 명맥을 이어 오던 몇몇 단체마저 국산영화 붐 이후 상업극단으로서의 존립도 어렵게 되었다.
오늘날 창극은 국립극장 산하의 국립창극단만이 연 3~4회의 공연을 갖고 연극으로서의 창극 정립화를 시도하고 있는 바, 여기에는 전승의 민속극을 새롭게 재창조하는 문화적 배려가 요청된다고 하겠다.

### 역사
원각사 때에는 김창환·송만갑·이동백 등 수많은 판소리 명창들이 <춘향가>·<심청가>·<최병도타령> 등 여러 창극을 공연하였고, 원각사가 해산된 뒤 1907년 경에는 김창환이 협률사(協律社)를 조직하였으며, 송만갑 또한 서울에서 협률사를 조직하였다. 이 두 협률사는 1910년까지 계속되었고, 1910년대 중반에서 단성사·장안사·연흥사와 같은 극장이 생겨 송만갑·이동백·김창룡 등이 장안사와 연흥사에서 창극을 공연하였고, 광주에서도 협률사가 조직되었다. 1920년대에는 서울과 지방에 여러 창극단이 명멸하다가 1933년에는 조선성악연구회가 발족되어 송만갑·이동백·김창룡·정정렬·한성준(韓成俊)·오태석(吳太石)·김연수·박록주(朴錄珠)·김소희(金素姬)·박초월(朴初月) 등 수많은 명창이 활동하였는데, 1935년에 동양극장에서 '춘향전'을 공연하여 크게 성공한 이래 <심청전>·<흥보전> 등 많은 창극을 공연하여 창극의 극성기를 이루었으나 1937년에 해산되었다. 1930년대 말에는 화랑창극단·동일창극단이 있었고, 1940년 중반에는 쇠퇴하였다가 1945년에 서울에서 대한국악원이 조직되었고, 1946년에 대한국악원 창극부에서 대춘향전을 공연하여 크게 성공하였다. 1947년에는 김연수창극단·임방울(林芳蔚) 일행국극사(國劇社)·국극협회(國劇協會) 등이 있었으며, 김연수창극단에서 <장화홍련전>· <선화공주> 등을, 국극사에서는 <서동요>를, 국극협회에서는 <만리장성>, 조선창극단에서는 <호동왕자>, 김연수창극단에서 <사육신>을 공연하였고, 1948년에는 여성 명창들로 구성된 여성 국악동우회가 <옥중화와 해님달님>을 공연하여 인기를 끌자 기성 창극단들은 기울어지기 시작하였다. 6·25 전쟁 당시 여성 국극단이 난립하자 1950년 중반에는 창극이 쇠퇴하고 말았다. 1961년 국립극장이 생기고 창극 대춘향전이 공연되어 성공하였고 이어서 국립극장 창극단이 창립되어 오늘날까지 이어지고 있다. 창극은 판소리 선율로 짜여지며 흔히 국악관현악 반주가 딸린다.

## 창극의 종류
창극은 유래상 3가지로 구분할 수 있다. 첫째는 판소리를 창극화시킨 것으로 판소리의 ‘더늠’과 사설을 그대로 끌어다가 창극으로 고친 것이며 《춘향전》, 《심청전》, 《재명전》, 《수궁가》 등이 있다. 이것들은 판소리의 기존 가락인 더늠을 그대로 쓰기 때문에 판소리의 고도한 음악성을 차용할 수 있으나 판소리의 구성을 살리다보니 극으로서 구성이 산만해진 것이 결점이다. 둘째는 더늠이 소멸된 판소리 사설이나 고대소설의 내용을 창극으로 꾸민 것인데 더늠의 구애가 없으므로 연극에 알맞은 구성으로 각색하여 쓴다. 음악은 임시로 작곡 및 편곡하여 쓰므로 음악적으로 보아 첫째의 것보다 떨어진다. 예컨대 《장화홍련전》, 《배비장전》 등이 있다. 셋째는 순수 창작창극으로 대본이 새로 창작된 것이며 음악은 둘째의 것과 같다. 《아아앙》, 《해님 달님》 등이 있다.

## 창극의 연출과 연기
1908년 '원각사'의 창립은 신극(新劇)의 시발점인 동시에 창극의 무대를 보게 되는 귀중한 출발점이라 할 수 있다. 1인기(一人技)인 판소리의 형식이 분창(分唱)이 되고 한 걸음 더 나아가 각기 배역을 맡아 연기를 하며 노래로 그 맡은 바 인물을 표현하는 형식을 취하게 되었다.
그러나 초기의 창극의 연출은 전문적인 연출가가 없었고 그 무대표현도 유치하였다. 1908년대라면 서구에서는 근대극 수립을 위하여 사실주의 연출과 연기가 한창 논의될 때인데, 원각사 무대는 대개 흰포장으로 뒤를 막고 배경도 고정되지 않고 흔들흔들한 미비한 화폭이었다. 중국의 경극이나 일본의 가부키 무대는 무대와 연기와 연출이 일정한 형식에서 전통예술로 계승·발전해 왔는데 창극은 우리 고유의 형식무대와 연출·연기를 갖지 못하여 출연한 창극배우들이 무대에서 왔다 갔다 하며 무계획한 연기를 하는 연출이었다. 물론 무대 조명 시설도 없어서 그저 백광(白光)의 전등불이 고작이었다.
1930년 '조선음률협회'의 조직과 1932년 '조선성악연구회'의 발족은 전근대적인 그때까지의 창극을 일보 전진시켰다고 볼 수 있다. 그러나 그 연출 방법은 신극의 아류에 지나지 않았다. 말하자면 신극적인 연출, 신극적인 연기에 창을 붙였고 춤이 가미되었을 따름이다. 그러나 여기까지 도달한 것도 창극으로서는 큰 발전이라고 평가할 수 있었다. 다만 이러한 상태는 조금도 개선·향상되지 못하고, 1949년부터 일기 시작한 여성국극단의 수많은 공연은 오히려 일보 후퇴한 느낌이 있었다.
1962년에 발족을 본 '국립국극단'은 국극정립정신에 의해 비로소 그 형식에 일대 혁신을 가져오는 동기를 가졌다. 1962년에 '국립국극단'이 시도한 <흥보가>(연출 이진순)는 이런 뜻에서 의의가 있었다. 즉 연출의 방향을 한국적인 고유의 형식으로 표현한다는 것이 그 첫째 목표였다.
무대장치는 다목적 사용무대로, 즉 간략하나마 동양화적인 화풍에 한 장면이 다음 장면에까지 응용되며 또는 한두 쪽의 변화로 간단히 다른 장소로 변경시킬 수 있었으며 무대 전면의 좌측에는 악사석, 우측은 도창석(導唱席)으로 설정하였다. 도창이라 함은 창극의 시초와 끝을 창과 아니리와 발림으로 진행시키고, 극 사이 사이에 설명과 묘사를 하여 다각도로 변하는 무대장면을 유기적으로 끌어가는 역할이다. 여기에서 창극 연기자들의 연기 방법은 소위 신극적인 연기에서 완전히 벗어나 판소리에 있는 아니리(대사)와 발림(형용동작)을 주로 그 연기면에 사용한다. 그러나 아니리와 발림(혹은 너름새)만으로는 창극 표현이 부족하다. 창극이 우리나라 고유의 연출과 연기를 발휘하려면 한국적인 민속에서 창극의 극적 요소와 연기면을 보충할 수 있어야 할 줄 안다. 그렇다면 탈춤·가면극·인형극의 극적 형식을 가미시킴으로써 창극은 서구적인 연극 형태를 빌지 않는 독특한 고유의 우리 창극으로 무대화할 수 있어야 하며, 신극적인 대사는 창극에는 적합지 않고 대체로 아니리 조(調)로 대사를 사용하여야 한다.
연출은 이러한 전문적인 지식을 충분히 이해하고 전공한 사람이 맡아 새로운 고유의 창극 무대미학을 추구하여야 할 줄로 안다. 창극의 연기는 어디까지나 본격적으로 창을 전공한 사람, 즉 위에서 말한 창극의 무대를 이해하며 표현할 수 있는 능력을 갖춘 연기인이라야 한다. 그러나 제아무리 명창이라 할지라도 표현할 수 있는 능력과 창극 연기의 훈련을 받지 않은 사람은 창극 연기자라 할 수가 없다. 그러므로 창극 연기자는 우선 창을 완전히 공부하고, 고전무용·탈춤·민속극의 기본적인 훈련을 거치고 전문적인 연기공부와 신체적인 훈련을 받은 사람이어야 한다. 그러나 아직 창극 자체도 완전히 정립이 되지 못하였고 연출과 연기에 있어서도 앞으로 개발해야 할 많은 문제점이 있다.

### 창극의 대본
창극에서도 신극에서와 같이 대본을 필수로 한다. '원각사' 시절의 창극 형태와 같이, 판소리의 창자(唱者)들이 배역을 나누어 판소리를 분창(分唱)하는 소박한 형태에서는 판소리의 창자들이 판소리의 사설과 가락을 모두 외고 있으므로, 간단한 약속 하에 서로 교대하며 불러 나갈 수 있다. 그러나 창극이 창극다운 형태를 갖추기 위하여서나 판소리를 창극으로 편극하는 경우에는 대본이 필요하다. 창작창극의 경우에는 말할 것도 없다. 오페라의 대본이 순수연극의 대본과 다른만큼 창극의 대본도 순수연극의 대본과 다른 면이 있다.
우선 창극은 극중인물의 창과 대사, 그리고 무대 밖에서의 도창(導唱)으로 엮어가므로 이 세 가지를 적당히 배합하여야 한다. <춘향전>의 경우, 흔히 광한루 장면과 어사 출도 장면은 많은 대조가 된다. 전자에서는 본래 판소리의 이 대목은 방자와 이도령의 대화가 창으로 아기자기하게 엮어져 있으므로 그것을 그대로 옮겨 씀으로써 창이 주가 되게 구성하는 일이 많은 반면, 어사 출도 장면에서는 본래 판소리의 이 대목에서 자진모리 장단의 서사적인 장면묘사를 빼면 아니리로만 구성되므로, 이것을 창극으로 무대화했을 경우 자진모리로 부르는 대목은 극중 인물의 연기로 대체되고 아니리 부분은 모두 대사로 엮어가므로 창이 결핍된다. 따라서 광한루 장면과 어사출도 장면은 음악적 균형이 깨지고 있다.
창극은 판소리형 가락으로 부르는 것이 원칙이므로 대본에서 창 및 도창으로 불리는 부분은 판소리 사설과 같이 4·4조의 운문으로 쓰는 것이 무리가 없다. 판소리를 창극으로 편극할 경우에는 될 수 있는 한 현행 판소리의 사설을 차용하는 것이 판소리 '더늠'을 살리는 데 좋고 그 더늠을 외고 있는 창자들에게도 편리하다. 따라서 현행 판소리사설이 아닌 고본(古本)을 차용하면 그만큼 창자들에게 불편하다.
진양과 같은 느린 장단과 자진모리와 같은 빠른 장단으로 부를 경우, 다같은 길이의 대사일지라도 그 시차가 크므로 이 점은 창극의 대본작가·작곡가·연출가·연기자가 고찰해야 할 문제이다. 또 오페라에서 '아리아'와 '레치타티보'가 있는 것처럼, 창극에도 간단한 대사로 처리하는 경우와 극중인물이 한바탕 소리하여 연기자의 창에 대한 기량을 발취하는 '아리아' 부분의 설정을 대본에서 미리 시도하는 것이 필요하다. 무대에서 벌어지는 극중장면을 동시에 도창으로 묘사할 경우에는 극중장면과 도창과의 시차가 없도록 해야 한다.

### 창극의 작곡
오페라의 경우 대본은 작곡가에게 넘어가 먼저 전곡(全曲)을 하나의 음악 예술품으로 완성시킨 뒤에 지휘자와 연출가에게 넘어간다.
창극의 경우에는 대본이 연출가와 작곡가에게 넘어가고 창극의 지휘자가 따로 없으므로 작곡가가 연기자에게 창 부분을 구전(口傳)으로 전수하여 음악을 지도하며, 연출가가 창극의 전체 진행을 지휘하므로 오페라에서의 지휘자 역할까지 겸하게 된다. 창극에는 아직 서양음악에서 뜻하는 창극 작곡가가 따로 없고, 판소리 및 창극의 연기자 중 작곡할 능력의 보유자가 작곡을 맡는데 서양음악에서처럼 악보화하는 것이 아니라 대본의 극중인물과 극적 상황에 따라 판소리의 음악적 이디엄에 맞게 장단(長短)과 조(調)를 짠다.
먼저 대본의 사설을 4·4조의 운문으로 창에 맞게 고치고, 독창·교창(交唱)·제창(齊唱)을 설정하고 판소리에서 쓰이는 진양·중모리·중중모리·자진모리·휘모리·엇모리 등의 장단과 우조·평조·계면조·경조·설렁제 등의 조를 편성한다. 가락은 대부분 판소리식의 것을 빌려 쓰므로 엄밀한 의미의 작곡이 아닌 편곡의 경우가 많고 어느 범위 내에서는 창자의 즉흥적인 창에 맡기게 되므로 엄격한 고정선율(固定旋律)이라고 보기는 어렵다.

### 창극 연출가의 준비
창극에서의 연출가는 순수 연극에서의 연기뿐만 아니라 연기·대사·창·음악·무용·도창·민속놀이 및 한국적인 몸짓(mime) 등을 종합·통일하여 하나의 종합예술로 완성시키는 어려운 작업이 부과된다. 창극은 중국의 경극이나 일본의 가부키에서처럼 무대와 연기와 연출이 일정한 형식으로 굳어져 계승·발달된 것이 아니므로 한국적인 양식의 종합예술적인 창조는 하나의 예술 장르의 창조만큼이나 어려운 과업이라 할 수 있다. 그러므로 창극의 연출가는 한국의 고유예술에 대한 깊은 이해와 이것을 창극이라는 새로운 형식에 담는 창조적인 능력을 겸해야 한다. 따라서 대본에 나타난 극작가의 표현과 더불어 창극 형식의 창출(創出)이라는 작업은 순수연극의 연출 이상의 것을 요구한다. 과거에 무계획하게 신극식의 연출을 창극에 적용하여 많은 시행착오를 거친 것은 창극사(唱劇史)에 귀중한 교훈을 주고 있다.

### 창극의 배역 결정
창극은 연출과정에서 순수연극과 근본적으로 차이가 있는 것은 아니다. 다른 점이 있다면 그것은 순수 연극과 오페라의 차이와 같이 연출 방법이 다를 뿐이다.
오페라에서는 창자의 성역(聲域)에 따라 배역이 결정되기도 한다. 이를테면 젊은 여자 주역은 소프라노, 그 상대가 되는 여자역은 메조 소프라노(혹은 알토), 젊은 남자 주역은 테너, 그 상대가 되는 남자역은 바리톤(혹은 베이스)으로 정해지는 예가 있으나, 창극에서는 남녀의 성별은 있어도 성역의 구분은 없다. 따라서 창극의 배역결정은 성역에 의하지 않고 연기자의 개성과 기능에 의한다.
다만 음질(音質)은 배역 결정에 구실이 되는 수가 있다. 특히 여성창극단은 여성만이 출연하기 때문에 중후한 음질의 소유자는 남자역을 하는 예에서 볼 수 있다. 판소리에서는 아니리와 발림이 서투른 경우에도 창으로 청중을 감동시키는 이른바 '소리광대'가 있으나 창극에서는 창 기능뿐만 아니라 아니리와 발림, 즉 연기력이 필수가 된다.

### 창의 연습
대본에 나타난 창 및 도창 부분은 창극 작곡자의 창에 대한 지도로부터 시작된다. 오페라처럼 악보에 의한 개인 연습이 선행되는 것이 아니고, 작곡자가 장단과 조를 지시하고 직접 창을 불러서 구전, 심수(口傳心受)하는 것이다. 판소리일 경우에는 어느 정도 고정선율(固定旋律)이기 때문에 전수생에게 리듬과 가락뿐만 아니라 창법까지도 하나하나 교수한다. 그러나 창극의 경우에는 창자들이 어느 정도 판소리의 창을 구사할 수 있는 능력이 있으므로 장단과 조 그리고 가락의 골격을 지시하지만 세부 창법과 같은 것은 창자의 기량에 맡기기 때문에 창자의 창법에 의한 개성이 배역마다 심하게 노출되기도 한다. 도창은 일반적으로 원로급 창자가 맡게 되므로 장단과 조(調)만 지시하고 나머지는 창자의 음악성과 표출력에 맡긴다. 제창의 경우에는 다수의 출연자가 같은 가락으로 불러야 하기 때문에 합동 창 연습이 필요하다.

### 창극의 대본읽기
창극의 연기자에게는 대본에 나타난 연출자의 연출의도를 지시하되 창극 연기자들의 선입견을 파악할 필요가 있다. 창극의 연기자들이 초연(初演)인 경우 판소리에서 숙련된 '아니리'와 '발림'만을 보유하고 있으므로 이것이 상대역과 대면할 경우는 판소리와 창극의 이질성에 접하게 된다. 창극에는 연출의 전통이 따로 없으므로 숙련된 연기자들은 광복 전후에 성행한 신극식 창극 연기의 후유증을 안고 있기도 하다. 따라서 판소리와 창극의 아니리 및 발림의 차이점, 그리고 창극과 신극의 연기의 차이점을 미리 예시할 필요가 있다.

### 창극의 동작 연습
중국의 경극이나 일본의 가부키에서는 전통적인 연기나 몸짓이 형식화되었기 때문에 연출자나 연기자는 공통된 표출 방향으로 나갈 수가 있다. 그러나 창극의 경우에는 그렇지 못한 어려움이 있다. 판소리의 아니리와 발림에 기초를 둔 대사와 연기를 하되 판소리의 아니리와 발림은 무대물로서는 그 표현능력이 좁기 때문에 이것을 확대, 보완하는 것이 불가결하다.
이 작업에서의 표현재료는 탈춤·가면극·인형극·광대소학지희(廣大笑謔之戱)·전통무용 등에서 한국 고유의 동작을 발굴하고 이것을 창극에 도입시켜야 한다. 이 점은 특히 무언극(無言劇)이나 무용극과 같은 몸짓(mime)으로 표현 수단을 삼을 경우에 더욱 강조되어야 하며, 반복되는 리듬으로 몸짓을 할 경우에는 한국 전통음악의 리듬을 활용해야 함은 물론이다. 연기자와 관객이 모두 공감을 갖는 무언의 약속된 몸짓을 찾는 것은 창극의 정립이라는 과제에서 가장 중요한 몫을 차지한다고 하겠다. 리듬의 활용에 있어서 창과 접합할 때 그 배합을 고려하는 것이 음악적인 과제로 남는다. 이를테면 창은 판소리의 중중모리로 부르며 몸짓은 탈춤에서 흔히 쓰는 타령을 쓸 때, 중중모리와 타령이 갖는 악센트의 차이로 창의 음악성을 파괴하는 경우를 볼 수 있다. 즉 창의 리듬, 몸짓의 리듬. 반주음악의 리듬의 최대 공약수를 찾아야 하겠다.

### 창극의 일관연습
대사·창·동작으로 엮어서 일관 연습에 들어가 하나의 연속적인 연극의 흐름이 이루어질 때 대본이 갖는 연극으로서의 템포·리듬과 창극으로서의 템포·리듬의 부분적인 차이가 여기저기서 노출된다. 연극적인 템포가 음악성을 압박하거나 음악적인 표현의 강조가 연극적인 긴박감 내지 사실성을 이완시키는 이율배반이 따르는 수가 있다. 이때에 어느 것을 택하여 하나를 우위에 둘 것인지 혹은 양자를 절충할 것인지는 연출자의 재량이겠지만, 종합예술로서의 창극의 예술적 창조력이 판단의 기준이 된다. 순수 연극에서는 단순한 동작의 되풀이가 지루한 사족이 될 수 있으나 여기에 음악을 도입할 때는 점증적인 고조의 수단이 되기도 하는 것이 종합예술의 마력이다. 즉 창극의 흐름은 연극구성적인 흐름과 음악구성적인 흐름임을 염두에 두어야 한다. 연극으로 보아서는 클라이맥스인데, 음악으로 봐서는 이완되는 불균형은 작곡자나 연출가들이 범하기 쉬운 창극의 함정이다.

### 창극의 총연습
창과 대사읽기와 동작 연습의 일관연습을 거친 뒤에도 무용·무언극·도창·삽입음악 등의 종합예술의 여러 수단을 동원할 때는 창극은 매우 복잡한 구성을 갖기 때문에 창극의 흐름이 단절이 되지 않도록 마무리하는 작업이 남아 있다. 연출자는 무대에서의 진행과 전환이 도창 및 반주음악과 합치되도록 조절해야 하며, 창으로 나타내는 음악적 시간에서 모든 배역이 연극으로서의 시간적 공백이 없도록 세심한 주의로 메워가야 한다.

## 창극의 창우
창극은 판소리를 몇 사람이 배역을 나누어 부르는 입체창(立體唱)에서 비롯된 것이므로 창극이 싹트기 시작했던 원각사 시절에는 창극의 명인이 따로 없고 당시 판소리 명창들이 창극에 출연했다.
원각사 전속창극단체인 협률사 시절의 중요인물은 김창환·송만갑·염덕준·유공렬·이동백 등인데 이들은 판소리 명창으로 너무도 유명하다. 따라서 근래의 판소리는 도막소리밖에 부르지 못하지만 창극에는 좋은 연기를 보여 이른바 창극의 명인이 나고 있었던 것과는 좋은 대조가 된다.
광무대(光武臺)·연흥사(延興社)·조선성악연구회 때에는 서울·지방순회로 창극이 흥행을 하게 되자, 송만갑·이동백·김창룡·정정렬·김연수·오태석·이화중선·김여란·박녹주·김소희·임방울 등이 판소리를 하는 한편 창극에도 자주 출연하게 되었다. 지방에서는 김정문·박중근·공창식 같은 판소리 명창들이 종종 창극에도 출연하였는데 김정문은 창극의 소리도 잘했고 창극연기에도 능하여 인기를 끌었다. 그러나 창극은 외면하고 지방에 묻히어 판소리의 전통을 고수한 명창들이 있으니 유성준·전도성·이선유·정응민을 들 수 있다.
1939년 창극좌·화랑·조선창극단 무렵에는 정정렬은 편극에도 솜씨를 보였고, 박녹주·김여란·김연수·오태석·김소희·임방울·박초월·박귀희 등의 판소리 명창은 창극에서도 활약하였지만 박후성·김득수·김옥련(金玉蓮) 같은 신인이 나와 전형적인 창극의 명인이 나타나게 되었다. 이들은 먼저 판소리를 공부하였지만 창극에 전념하게 되면서 판소리로는 빛을 보지 못하였으나 창극에서 좋은 연기를 보이며 두각을 나타낸 것이다.
광복 직후에는 국극사·국극협회(國劇協會)·장악회(掌樂會)·조선창극단 등의 창극단체가 차례로 생겼다. 국극사에서는 오태석·조상선·강장완(姜章玩)·신숙(愼淑)·박귀희·양상식·김원길·박보아 등이, 국극협회에서는 박후성·김득수·김소희·한일섭(韓一燮) 등이, 조선창극단에서는 김연수·박보아·박옥진 등이 활약했다.
1949년 김아부(金亞夫)를 중심으로 여성국극동호회(女性國劇同好會)가 조직돼 성공하면서 여성만이 출연하는 여성창극단이 나오기 시작하여 뒤에 여성창극단이 범람하는 계기가 되었다. 1950년대는 여성창극단의 극성기로 여성국악동지회에 임춘앵이, 삼성국극단(三星國劇團)에 박보아·박옥진이, 햇님창극단에 김경애가, 여성국극협회에 조금앵(曺錦鶯)이, 진경여성국극단(眞慶女性國劇團)에 김진진·김경수(金敬洙) 등이 활약했다. 20여개로 난립된 여성국극단의 범람은 국극사·국악사·김연수창극단 등 기성창극단체를 침체하게 만들고 여성국극단마저 서로 경쟁의 과열과 예술적인 저하로 말미암아 대중으로부터 소외되고 영화에 밀려 1960년경에는 모두 흩어지고 말았다.
1962년에는 국립극장 전속으로 국립창극단이 결성되어 김연수가 단장이 되고 박동진·박후성·김득수·홍갑수(洪甲洙)·성순종(成淳鍾)·강종철(姜鍾喆)·장영찬·박초월·김소희·박귀희·박도아·조순애(曺順愛)·박옥진·성창순·성우향(成又香) 등이 활약하였다. 창극 60년 간에 수많은 창극의 명인이 나왔다. 그 중에 정정렬·김연수·박귀희·김정문 등은 판소리와 창극을 모두 잘하였고 송만갑·김창룡·이동백·임방울·이화중선 등은 판소리쪽에 우세하였으며, 박후성·성순종·한일섭·임춘앵·박보아 등은 전형적인 창극인이다.

## 창극의 작품과 감상
창극은 창(唱)을 위주로 하여 극적인 대사와 약간의 동작을 가미한 오페라와 같은 것으로, 광무(光武) 연간에 원각사(圓覺社)의 설립과 함께 극장을 갖추고 작품을 공연하게 되었다. 그 작품 공연의 역사를 살펴보면 다음과 같다.

### 창극의 작품 연혁
1903년 원각사 시절에 강용환(姜龍煥)이 청국의 협률창극(協律唱劇)을 모방하여 <춘향가>를 창극화한 이래, 당시의 명창인 송만갑·이동백·유공렬·염덕준의 노력으로 창극으로서의 <춘향전>이 비로소 연행(演行)되었다. 그러나 초기의 <춘향전>의 창극은 무대장치와 도구도 없이 배경으로 둘러친 흰 포장 앞에서 그것도 '앞과장' '뒷과장'으로 나누어 공연하였으며 그 후 <심청전> <흥보전> 등이 차례로 창극화되어 무대예술로서의 발길을 내딛게 된 것이다.
이와 전후하여 광무(光武) 연간(1897-1907)에 협률사원(協律社員)이 일단을 조직하여 지방순회를 하였으며, 이때의 상연물은 <춘향전> <심청전> <장끼전> <흥보전> <섬동지전> 등이었는데, 1914년경 이 협률사는 종적을 감추고 말았다. 1905년 원각사가 폐쇄된 이후 연흥사(延興社)·장안사와 광무대(光武臺)에서 <춘향전> <심청전> <흥보전> <백상서가(白尙書歌)> <백진사가(白進士歌)> <화용도(華容道)> <삼국지(三國志)> <토공전(兎公傳)> 등이 상연되었으나 초기의 빈약함을 면하지 못하였다.
그러나 1932년에 조선성악연구회가 발족하고, 1936년 그 산하에 창극좌가 조직되어 본격적인 창극운동이 전개되면서 창극은 본궤도에 올라섰다. 또 신극의 영향을 받아 무대장치와 대소도구를 제대로 갖추어 전편을 공연하게 됨으로써 창극의 전통과 형식을 갖추게 되었다. 이리하여 <별주부전(鼈主簿傳)> <배비장전(裵裨將傳)> <유충렬전(劉忠烈傳)> 등의 새로운 창극이 나오게 되었는데 이는 명창 정정렬의 편극으로 이루어진 것이다.
1939년에는 한주환·전일도(全一道)·박동실(朴東實)·김여란·김소희·박후성을 중심으로 한 화랑창극단의 <봉덕사의 종소리>가 상연되었고, 같은 해에 임방울·정광수·강남중(姜南中)·이화중선·김추월(金秋月)을 중심으로 한 동일창극단이 <일목장군(一目將軍)>을 가지고 지방을 순회하였다.
그 후 1942년 창극좌와 화랑창극단이 합동하여 조선창극단이라 칭하고, <입담춘몽(入譚春夢)> <항우(項羽)와 우미인(虞美人)> <장화홍련전(薔花紅蓮傳)>이 차례로 상연되었다. 그러나 그 후 일제의 모진 탄압으로 창극계는 극도로 위축되었다가 광복을 맞이하게 되었다. 1945년 10월에 대한국악원이 창설되고, 그 산하에 국극사·국극협단(國劇協團)·조선창극단·김연수창극단(金演洙唱劇團)이 조직되었고 국극사의 <대춘향전(大春香傳)> 공연을 비롯하여 <아랑애화(阿郞哀話)> <선화공주(善花公主)> <만리장성(萬里長城)>, 조선창극단의 <논개(論介)> <왕자호동(王子好童)>, 김연수창극단의 <단종(端宗)과 사육신(死六臣)>, 국극협단의 <고구려의 혼> <추풍감별곡(秋風感別曲)> <탄야곡(嘆夜曲)> 등이 계속하여 상연되었다.
더구나 1949년에는 여성국악동호회(女性國樂同好會)가 조직되어 <해님과 달님>의 전편(全篇)을 상연하자, 같은 해에 여성국극동지회(女性國劇同志會)가 조직되어 <해님과 달님> 후편을 들고 나왔다. 이에 이르러 창극은 바야흐로 일대 붐을 이루었으나 6·25전쟁으로 이들 단체는 모두 해산되고 말았다.
1952년부터 창극계는 차츰 활기를 띠기 시작하였고, 그때부터 여성국극단이 우후죽순격으로 쏟아져 나와, 1955년에서 1957년 사이에는 창극의 전성기가 도래했다. 그러나 창극단의 난립은 필연적으로 경영난을 초래하여 1950년대말부터 하나둘씩 해산되었으며 1960년대초에 이르러서는 전멸상태로 그때부터 창극은 자취를 감추게 되었다. 그러다가 1962년에 국립창극단(國立唱劇團)이 창립되고 <대춘향전>의 공연을 계기로 창극 재건의 희망을 바라보면서 오늘에 이르고 있다.

### 창극의 감상법
창극은 오페라와 같이 창(唱)을 부르며 연기하는 경우와 연극과 같이 대사를 하며 연기하는 경우, 드물기는 하지만 무언극이나 무용극과 같이 마임(mime)으로 연기하는 경우로 대별된다.
창을 부르면서 연기하는 경우에는 창의 음악을 이해해야 한다. 이 경우에 있어서 창은 판소리형의 가락을 부르므로 판소리에 나오는 조·장단·창법·고법(鼓法)·반주음악 등의 판소리 음악을 이해해야만 한다. 조에는 우조·계면조·평조·경드름·덜렁제 등이 있다. 우조는 영웅적이고 호탕하며 남성적인 표현을, 계면조는 처절하고 유연하며 여성적인 표현을, 평조는 화평하고 화기애애한 표현을, 경드름은 이색적이고 경쾌한 표현을, 덜렁제는 무사적이고 경쾌한 표현을 한다.
장단에는 매우 느린 진양, 보통 속도의 중모리, 조금 빠른 중중모리, 매우 빠른 자진모리 및 휘모리, 이색적인 박자인 엇모리·엇중모리가 있다. 진양은 서정적인 표현을 하며, 중모리는 서정적인 표현 혹은 서술적인 기능, 중중모리는 흥겨운 표현과 절규하는 기능, 자진모리는 극적이고 긴박한 표현과 사건을 길게 나열하는 기능이 있다.
그러나 창극은 앞뒤를 연결하거나 극중인물의 심정을 하소연하는 대사를 도창(導唱) 및 극중인물끼리의 교창으로 연결해야 하기 때문에 1인창(一人唱)으로 일관하는 판소리와는 음악적으로 다른 면도 있다. 대사를 하며 연기하는 경우에는 판소리의 '아니리식(式)'으로 하는 경우와 가면극식의 대사를 쓰는 경우, 신극식의 대사를 쓰는 경우가 있다. 따라서 판소리 아니리식 대사법, 가면극식 대사법, 신극식 대사법을 이해하고 이것이 창극에서 어떻게 연기되는가를 비교하며 감상하는 것이 좋다.
무용극과 같이 마임으로 연기하는 경우는 최근에 국립창극단이 결성되면서 시도하는 것으로, 한국적인 몸짓과 동작을 찾고자 하는 것이며, 한국 전통민속극의 마임을 이해해야 한다. 또 창극의 시대적 배경이 사극인 경우가 대부분이므로, 극중에 나오는 모든 민속적인 요소를 알아야만 한다. 창극은 60년의 역사를 갖고 많은 시행착오를 하면서 그 정립에 노력하고 있으나 아직 창극 특유의 양식을 찾았다고 보기는 어렵다.

## 같이 보기
- 판소리
- 국립중앙극장